# Santisteban del Puerto
Santisteban del Puerto là một đô thị trong tỉnh Jaén, Tây Ban Nha. Theo điều tra dân số 2005 (INE), đô thị này có dân số là 4840 người.
38°15′B 3°12′T / 38,25°B 3,2°T